# Memramcook
Memramcook às vezes também chamada de Memramcouke ou Memramkouke, é uma vila no Condado de Westmorland, Nova Brunswick, Canadá. 